# ОШ „Жарко Зрењанин” Банатско Ново Село
ОШ „Жарко Зрењанин” једна је од основних школа у општини Панчево. Налази се у улици Маршала Тита 75 у Банатском Новом Селу. Име је добила по Жарку Зрењанину, револуционару, учеснику Народноослободилачке борбе, једном од организатора устанка у Војводини и народном хероју Југославије који је у току 1920. године, као приватни ученик, завршио шести разред гимназије у Панчеву.

## Историјат
Од самог оснивања и почетка рада до данас, школа је доживела многе промене. У конскрипцијама се наводи да је 1772. године у Банатском Новом Селу већ постојала школа, са једним одељењем и учитељем, међутим, са врло мало ученика. Године 1802—1803. уписало се укупно 55 ученика. Раздобље које је уследило (условљено непосредно Аустроугарском нагодбом из 1867. године) значило је уклапање у мађарски школски систем. Између два светска рата, за време Југославије, јавља се нови тип државних школа, са српскохрватским језиком као приоритетним. Године 1934—1935. уводе се за ученике румунске националности одељења на румунском наставном језику. Септембра 1946. године у Банатском Новом Селу отвара се прогимназија са два одељења на српскохрватском и румунском језику. Године 1948—1949. уместо прогимназије уводи се непотпуна гимназија, а септембра 1953. спајају се непотпуна гимназија и основна школа у осмогодишњу школу. Тада школа мења назив у Основна школа „Жарко Зрењанин”.

## Догађаји
Догађаји основне школе „Жарко Зрењанин”:
- Светски дан вода[3]
- Светски дан борбе против сиде[3]
- Међународни дан толеранције[3]
- Европски дан језика[3]
- Дан писмености[3]
- Дан различитих култура[3]
- Дан здраве хране[3]
- Дан жена[3]
- Дан заљубљених[3]
- Дечија недеља[3]
- Акција ,,Чеп за хендикеп”[3]
- Манифестација Марцишор[3]
- Семинар „Креативност у настави као фактор успешног учења”[4]
- Пројекат „Подстицање демократске културе у школама”[3]
- Пројекат „Квалитетно образовање за све”[5]
- Пројекат „Предео очима уметника”[6]
- Конференција „Подстицање демократске културе у школама”[4]
- Трибина „СТОП насиљу”[7]
- „Професионална оријентација у основној школи – пример програма”[4]
- „Школски споменар”[3]